# Picadilly (Nouveau-Brunswick)
Pour les articles homonymes, voir Piccadilly (homonymie).
Picadilly est un village non-incorporé du comté de Kings, dans le Nouveau-Brunswick.

## Géographie
Picadilly est situé directement à l'est du village de Sussex Corner et marque l'etrémité est de la route 111. Le village est situé au croisement des Picadilly et Adair Roads.
Picadilly est situé dans le fuseau horaire de l'heure de l'Atlantique.

## Histoire
Au début de 2016, la mine de potasse de Piccadilly, sous la direction de PotashCorp, est fermée, ce qui a entraîné la perte d'emploi de 430 personnes. Le gouvernement néo-brunswickois réussit néanmoins a conclure une entente avec Nutrien, la compagnie ayant succédé PotashCorp, par l'entremise de son député Bruce Northrup, pour garder la mine ouverte jusqu'en 2019.
En décembre 2019, Michael Kraszewski, un étudiant de 16 ans, est trouvé mort dans sa maison mobile, située dans un parc de maisons mobiles à Piccadilly. La police a conclu à un homicide. Un suspect est arrêté en février 2020.
Des tremblements de terre se sont produits proches en 1981, à 30,6 km, avec une magnitude de 3.8, en 1984, à 53,3 km, à une magnitude de 3.9, en 1988, à 45,7 km, à une magnitude de 3.7, en 2013, à 93,5 km, à une magnitude de 3.2, et en 2019, à 81,6 km, à une magnitude de 3.4.